# Libov
Libov je malá vesnice, část obce Chuderov v okrese Ústí nad Labem. Nachází se asi 2,5 kilometru severovýchodně od Chuderova. V roce 2011 zde trvale žilo třicet obyvatel.
Libov je také název katastrálního území o rozloze 1,62 km².

## Historie
První písemná zmínka o vesnici pochází z roku 1169.

## Obyvatelstvo
Při sčítání lidu v roce 1921 zde žilo 101 obyvatel (z toho 48 mužů), z nichž byl jeden Čechoslovák a sto Němců. Všichni se hlásili k římskokatolické církvi. Podle sčítání lidu z roku 1930 měla vesnice 87 obyvatel: dva Čechoslovákůy a 85 Němců. Až na jednoho člověka bez vyznání byli římskými katolíky.
|                                                                              | 1869 | 1880 | 1890 | 1900 | 1910 | 1921 | 1930 | 1950 | 1961 | 1970 | 1980 | 1991 | 2001 | 2011 |
| ---------------------------------------------------------------------------- | ---- | ---- | ---- | ---- | ---- | ---- | ---- | ---- | ---- | ---- | ---- | ---- | ---- | ---- |
| Obyvatelé                                                                    | 103  | 93   | 77   | 85   | 94   | 101  | 87   | 54   | 39   | 36   | 32   | 18   | 25   | 30   |
| Domy                                                                         | 17   | 17   | 17   | 16   | 17   | 17   | 17   | 12   | .    | 9    | 7    | 8    | 10   | 9    |
| Počet domů z roku 1961 je zahrnut v celkovém počtu domů místní části Lipová. |      |      |      |      |      |      |      |      |      |      |      |      |      |      |